# Ocenebra erinacea
La cornetilla o corniño (Ocenebra erinacea) es una especie de molusco gasterópodo de la familia Muricidae.

## Descripción
La concha es de tamaño medio y de forma fusiforme. Su coloración varía entre el pardo oscuro y el blanco amarillento, animal blanquecino.

## Distribución y hábitat

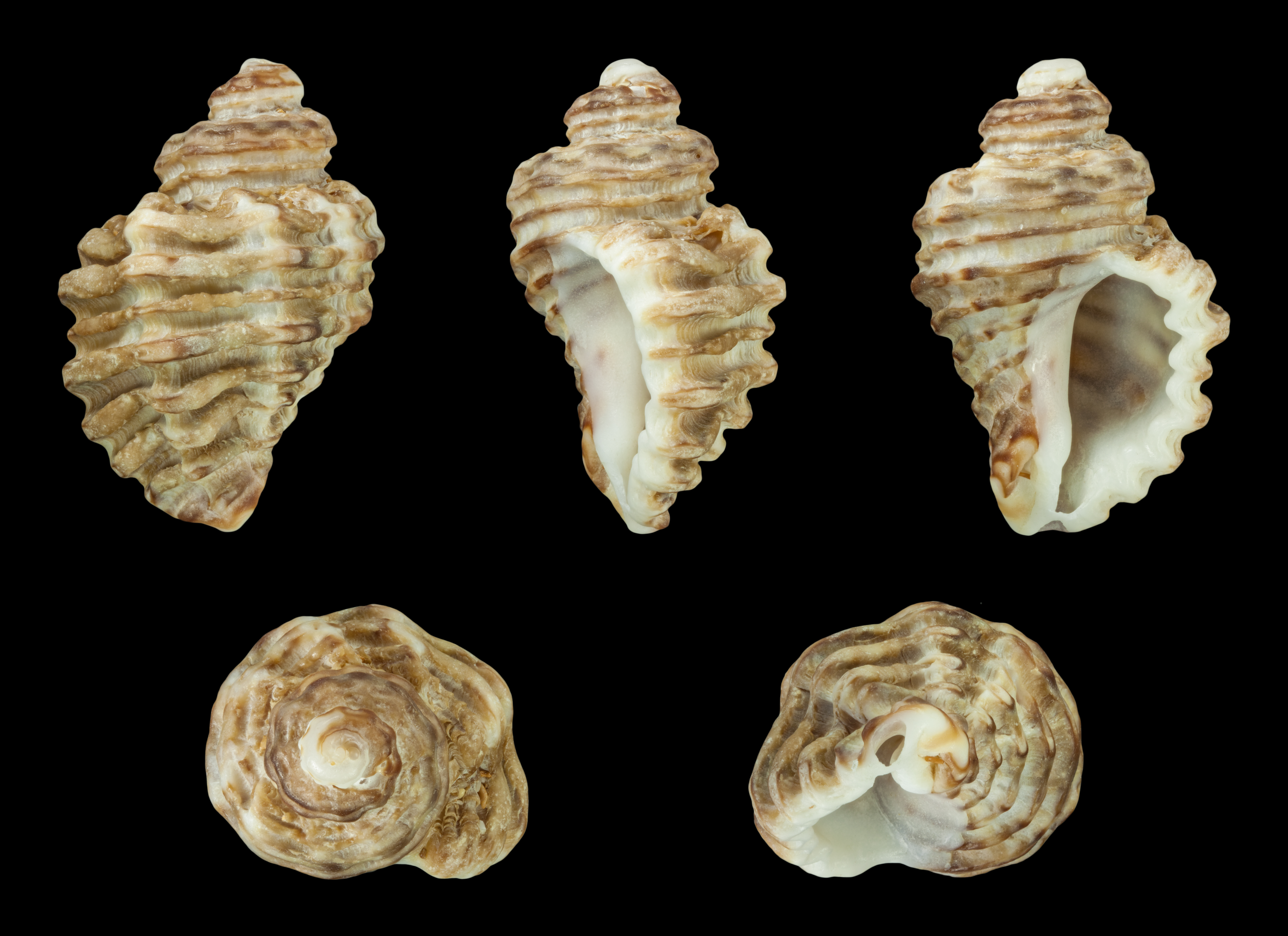
Ocenebra erinaceus torosa

Es propio del mar Mediterráneo y de la costa atlántica europea, incluyendo las islas británicas y las Azores.
Se encuentra a poca profundidad, preferentemente en fondos duros o muros de muelles.